# Georges Delfanne
Georges Henri Delfanne, dit Christian Masuy, né le 22 janvier 1913 à Bruxelles et mort le 1er octobre 1947, était un agent de renseignement belge collaborateur pendant l'Occupation allemande.

## Biographie
À la veille de la Seconde Guerre mondiale, Georges Delfanne est militant du rexisme, mouvement politique d'extrême-droite en Belgique, et serait un homme de confiance de Léon Degrelle (futur SS-Sturmbannführer et Volksführer der Wallonen Waffen SS). Sous l'occupation, il devient un auxiliaire français de l'Abwehr, se présentera parfois comme « chef du contre-espionnage » de son secteur, et tortura de nombreuses personnes, notamment à l'aide d'un dispositif de baignoire avec lequel il noie les résistants et qui lui restera célèbre.
Dans les années 1930, il fait sortir des juifs d'Allemagne contre de l'argent. Arrêté à Cologne, il est recruté par les services de renseignement allemands.

### Aux services des allemands
Arrivé en France en 1940, il s'attire les bonnes grâces des hommes politiques Jacques Doriot et Marcel Bucard et devient leur homme de main. Il rencontre Hermann Brandl, des services secrets allemands, qui lui propose d'approvisionner le « service Otto », officine qui récolte des finances à destination des agents de l'Abwehr. Delfanne, à force d'ambition, crée alors lui-même le Service économique français, une organisation qui se charge d'import-export au bénéfice des allemands. Grâce à cette dernière, il parvient à amasser une fortune considérable, déboursant près de 4 000 nouveaux francs chaque jour. Père de trois filles, marié, il occupe un hôtel particulier et conduit une voiture de luxe. Grâce aux excellentes relations qu'il entretient avec les officiers de l'Abwehr mais aussi de la Gestapo de Paris, il se voit confier la tâche de traquer les résistants actifs dans le secteur nord de la France. Fort de cette position, il achète un local au 101 de l'avenue Henri-Martin, dans le 16e arrondissement de Paris, qui servira à la fois de siège au Service économique français, qu'il dirige, et de bureau d'interrogatoire où défileront les résistants arrêtés. Certains de ses clients déclareront d'ailleurs, après la Libération, se souvenir, lors de leurs passages pour des raisons commerciales au 101 de l'avenue Henri-Martin, avoir vu à plusieurs reprises des hommes et des femmes à genoux, menottés, et couverts de sang.

#### Méthodes d'interrogatoire
Delfanne, qui se donne lui-même le nom de « Christian Masuy », change de naturalisation pour devenir citoyen allemand, et travaille désormais pour l'Abwehr (et non pour la Gestapo, qu'il dit exécrer pour son manque de finesse, bien qu'il entretienne avec ses responsables d'étroits liens, et que ses méthodes d'interrogatoire se rapprochent davantage de cette organisation) va développer le principe de la torture par la baignoire, déclarant dans un autoportrait qu'il en est même, en quelque sorte, l'inventeur. Cette baignoire, qu'il fait installer dans son bureau de l'avenue Henri-Martin, est « remplie d'eau froide, de sang, de mèches de cheveux et d'excréments », selon les anciens résistants ayant pu témoigner. Les détenus y sont violemment poussés et maintenus sous l'eau durant plusieurs minutes, avant d'en être extirpés et d'y être replongés tour à tour. Une fois la séance terminée, Masuy, selon les appréciations qu'il porte à l'encontre du détenu interrogé, peut décider de le faire couvrir de linges chauds et de lui donner un repas, ou de le faire enfermer dans un réduit, où ce dernier est forcé de tenir debout, sans pouvoir s'asseoir.
Il a également pour habitude, lorsqu'un suspect est détenu dans son bureau, de déposer sur une table quelques outils mécaniques chromés, qu'il fait passer pour des instruments de torture, bien qu'il en ignore les véritables usages et qu'il les ait achetés par hasard dans une boutique parisienne. Il fait également installer, dans la pièce jouxtant son bureau, un dispositif de pompe très bruyant, dont il explique les sons étranges, aux détenus, comme étant ceux d'une « machine à faire le vide » qu'il n'hésiterait pas à utiliser sur ces derniers s'ils ne coopéraient pas.
Il déclare, dans un autoportrait, qu'il n'apprécie guère la Gestapo, qui, selon lui, utilise des méthodes brutales et sans raffinement. Delfanne dit devoir son succès dans les interrogatoires qu'il mène à l'encontre des résistants qu'il arrête, ou que lui confient parfois les Allemands, aux manipulations psychologiques qu'il tente d'exercer sur eux. Il souhaite avant tout « jouer » sur la peur des détenus, qu'il juge comme étant le principal moteur de l'homme. Il parviendra d'ailleurs à tirer beaucoup de révélations de la bouche de résistants fragiles, bien qu'une poignée d'entre eux aient résisté aux sévices. Il dira reconnaître le courage de ces derniers, n'appréciant pas les traîtres. Souvent, il confronte plusieurs résistants, d'anciens camarades, dont les déclarations se contredisent, afin de les opposer dans leurs dires et de créer entre eux un conflit qui les poussera par la suite à se dénoncer mutuellement.
Ses méthodes brutales et cruelles conduiront beaucoup à parler, sous la menace d'être noyés et battus, privés de nourriture et jetés, des heures durant, au fond du fameux « réduit ». Grâce à ces renseignements, il a pu mettre au jour le fonctionnement précis des organisations résistantes de Paris, dont la Confrérie Notre-Dame chapeaute un grand nombre, découvrant le système de liaisons radio, maritimes et aériennes qui les lie au B.C.R.A de Londres.  Il infiltrera, ou organisera ainsi l'infiltration de réseaux importants de la Résistance, notamment Parsifal et Défense de la France. Il fera arrêter plus de 800 résistants durant sa carrière. Il en interrogea et en tortura un grand nombre, dont notamment Simone Michel-Lévy. Cette dernière résistera d'ailleurs à l'interrogatoire et sera livrée à la Gestapo de la rue des Saussaies.
Les résistants interrogés ont pu faire remarquer, dans les différents témoignages qu'ils ont donnés après la Libération, que la plupart d'entre eux distinguaient Masuy de différentes façons. Certains, ayant été traités « loyalement », n'ayant pas eu à subir de sévices, s'étant vu servir des repas chauds et des cigarettes durant toute leur détention, ont fait l'éloge de Masuy, tandis que beaucoup n'ont pas eu de difficultés pour décrire le « monstre » qui avait semé en eux de profonds traumatismes. Masuy adoptait effectivement un comportement différent avec chaque détenu arrêté. Il est notamment plus aimable avec les femmes, du moins au départ, car il use des mêmes traitements de torture à leur encontre lorsqu'elles ne parlent pas.

### Emprisonnement et exécution
À la fin de la guerre, il s'enfuit en Allemagne ou en Espagne, selon d'autres sources. Livré par les Américains, il est jugé en France, emprisonné à Fresnes, et condamné à mort, tout comme ses deux assistants. Il sera fusillé le 1er octobre 1947, au fort de Montrouge à Arcueil (à l'époque dans la Seine, aujourd'hui dans le Val-de-Marne). Peu avant son exécution, il enverra une lettre autographiée au Colonel Rémy, déclarant toute son admiration à « celui qu'il n'aura pas réussi à attraper ». En effet, ce dernier demeurera l'un des seuls résistants notoires de Paris à toujours avoir échappé au filet de l'Abwehr et de la Gestapo. Rémy sera d'ailleurs l'auteur d'une étude de ce criminel de guerre.